# 云南高山豆
云南高山豆（学名：Tibetia yunnanensis）为豆科高山豆属下的一个种。其种加词 yunnanensis 意为“云南的”。